# Aleksandr Maslin
Aleksandr Nikiforowicz Maslin (ros. Александр Никифорович Маслин; ur. 1906 w guberni symbirskiej, zm. 30 listopada 1970 w Moskwie) – radziecki historyk filozofii, specjalista w zakresie historii filozofii rosyjskiej.

## Życiorys
Urodził się we wsi Kuwakino (ros. Кувакино, obecnie rejon ałatyrski Czuwaszji). W 1929 roku ukończył studia w Kazańskim Instytucie Pedagogicznym. Od 1932 wykładał na Baszkirskim Uniwersytecie Państwowym, Moskiewskim Uniwersytecie Państwowym im. M.W. Łomonosowa i innych uczelniach. Dysertację kandydacką pt. „Poglądy filozoficzne i społeczno-polityczne Pisariewa” (ros. Философские и общественно-политические взгляды Д. И. Писарева) obronił w 1937 roku, a w 1960 uzyskał stopień doktora nauk filozoficznych za rozprawę Materializm a ideologia rewolucyjno-demokratyczna w Rosji lat 60. XIX wieku (ros. Материализм и революционно-демократическая идеология в России в 60-х гг. XIX в.). Był jednym z pierwszych badaczy filozofii Dmitrija Pisariewa, wprowadził termin „szkoła filozoficzno-publicystyczna Nikołaja Czernyszewskiego” (ros. философско-публицистическая школа Н. Г. Чернышевского). W 1960 objął stanowisko zastępcy dyrektora Instytutu Filozofii Akademii Nauk ZSRR. Przez pewien czas pełnił obowiązki zastępcy redaktora naczelnego czasopisma "Woprosy fiłosofii".

## Rodzina
Syn Michaił Maslin jest profesorem Moskiewskiego Uniwersytetu Państwowego.

## Wybrane publikacje
- Принцип материальной заинтересованности при социализме. М., 1955
- Д.И. Писарев в борьбе за материализм и социальный прогресс. М., 1960
- Материализм и революционно-демократическая идеология в России в 60-х гг. XIX века. М., 1960